# 駱得路
駱得路（？年—？年），字？，湖南省衡州府桂陽州臨武縣人，崇禎間貢生，崇禎十三年（1640年）任四川鄰水縣知縣，歷任廣安州州同。陞瑞王府審理。